# Gaston Hamelin
Gaston Hamelin   (Saint-Georges-sur-Baulche, 27 de maig de 1884 - 8 de setembre de 1951) va ser un clarinetista i professor francès.
Hamelin va guanyar el primer premi de clarinet al Conservatori de París el 1904 amb el professor Charles Turban. Va ser un destacat solista, convertint-se en el primer a interpretar la Première rhapsodie per a clarinet de Claude Debussy el 1919; també es creu que va ser el primer a enregistrar aquest treball. Hamelin es va traslladar als Estats Units el 1926 per assumir el seient de clarinetista principal de lOrquestra Simfònica de Boston. Va actuar amb aquest grup del 1926 al 1932, però no se li va oferir una renovació del contracte perquè el director Serge Koussevitzky va desaprovar la seva pràctica de tocar en un instrument de metall Selmer en lloc d'un de fusta de granadilla més tradicional. Una anècdota sobre els seus registres d'acomiadament que va respondre als elogis de la seva actuació en un assaig agitant el seu instrument en l'aire, cosa que "va enfurismar" a Koussevitzky. A Boston tingué diversos alumnes de clarinet, entre ells a Ralph McLane el qual restà tan entusiasmat amb el seu estil d'ensenyament que quan Hamelin tornà al seu país ell el seguí a París per prendre lliçons.
A principis dels anys trenta Hamelin va tornar a França, on va exercir com a solista i com a professor particular. Va publicar la seva escala i quadern d'exercicis a París. El seu enfocament pedagògic va ser notable per defensar un embút de doble llavi, que era menys freqüent que la varietat d'un sol llavi, però se li atribuïa una picada reduïda i una fluïdesa del to augmentada. Entre els seus alumnes es trobaven Rosario Mazzeo, Joseph Allard i el mencionat Ralph McLane.
És conegut com a fundador de l'escola de clarinet "nord-americana" i se li atribueix una influència significativa en el desenvolupament de la pràctica d'actuació als Estats Units. El seu fill Armand Hamelin, nascut el 1907, va tocar el clarinet baix a la Simfònica de Boston durant els últims dos anys del mandat del seu pare allà.